# Тикай, Таабета
Таабета Тикай — министр занятости и людских ресурсов Кирибати. Она была единственной женщиной-членом правительства, назначенной в 2020 году.

## Политическая карьера
На выборах в апреле 2020 года Тикай была одной из четырех женщин, избранных в числе 45 членов Maneaba ni Maungatabu, Палаты собрания Кирибати (ранее женщин в парламенте было ещё меньше). Во время первого тура голосования в избирательном округе Южная Тарава она заняла второе место, но после второго тура стала первой. От этого округа были избраны три депутата. Тикай была избрана впервые в жизни.
В качестве министра труда и развития человеческих ресурсов Текай была приведена к присяге 2 июля 2020 года. В тот день она объявила, что ставит перед собой ряд целей, которые необходимо выполнить в течение 100 дней. 10 октября 2020 года, через 100 дней, она объявила, что министерство успешно разработало базу данных рынка труда (Labour Market Database) и базу данных по трудоустройству за рубежом (Overseas Employment Database). Это важно для Кирибати, где многие граждане работают за границей, особенно в судоходной отрасли. Текай также объявила, что были предприняты шаги для обеспечения соблюдения Закона о безопасности и гигиене труда и Закона о занятости и производственных отношениях. Наконец, министерство разработало новый логотип.
Основной проблемой, с которой столкнулась Тикай в первый год своего пребывания на посту министра, была репатриация моряков из Кирибати, которые не могли вернуться домой из-за COVID-19 и решения Кирибати закрыть границы. Правительство Кирибати пыталось организовать репатриацию через страны, в которых COVID не был зафиксирован, при этом регулярное прямое рейсовое сообщение осуществлялось только с несколькими соседними странами. Ситуация усложнилась, когда на Фиджи произошла вспышка, и 165 моряков застряли в отеле в Нанди, ожидая возможности вернуться.